# 梁基瑕
梁 基瑕(양기하、ヤン・キハ、1878年旧暦10月8日 - 1932年陽暦2月)は韓国の独立活動家である。雅名は荷山。

## 生涯
忠清南道公州市出身。儒学を深く修学して大韓帝国で公州郡守など官僚として働いてから、1910年に日韓併合条約が締結されると官職を捨てて西間島で亡命した。
当時間島地域には慶尚道出身の名望ある儒者で義兵長経験がある大韓民国臨時政府が金承学を導いて亡命していたが、彼は柳麟錫旗下の朴長浩・趙孟善などと親しくして独立運動のための海外基地設立を図った。1919年の三・一運動以後、間島に大韓独立団(都総領朴長浩)を組織して武装抗日闘争に参加し、この団体が祈願独立団と民国独立団で割れた時は共和主義を主張する少壮派が中心になった民国独立団(都総領趙秉濬)に加わった。
1920年には大韓民国臨時政府管轄の下に南満洲の独立軍団体を統合した臨時政府を結成して彼は宣伝部長に就任した。この時臨時政府と縁を結び、臨時議政院議員を勤めながら、韓国労兵会結成に参加するなど上海市に3年余りとどまった。しかし、臨時政府の主軸勢力中の一つの李承晩の路線に反対し、1922年大統領である李承晩の不信任案を提出するなど葛藤の末、1924年に満洲の武装独立運動系列で復帰した。
復帰後参議府教育委院長を始まりに国民府・朝鮮革命党・朝鮮革命軍を結成して満洲地域武将団体統合に先に立った。1932年に新賓事件で朝鮮革命党指導部が大挙逮捕され、瓦解危機に陥った時、満洲地域の組織を死守しなければならないという強行論を広げ、結局寛甸県で一番先に戦死した。
1963年、建国勲章独立章を受勲した。

## 参考サイト
- 大韓民国国家報勲処, 이 달의 독립 운동가 상세자료 - 양기하, 1997년[リンク切れ]
- . ISBN 8946032219